# لايا مارول
لايا مارول كوينتانا (بالإسبانية: Laia Marull Quintana) هي ممثلة إسبانية، ولدت في 4 يناير 1973 في برشلونة في إسبانيا.

## روابط خارجية
- Laia Marull على موقع IMDb (الإنجليزية)
- Laia Marull على موقع ألو سيني (الفرنسية)
- Laia Marull على موقع تيرنر كلاسيك موفيز (الإنجليزية)
- Laia Marull على موقع أول موفي (الإنجليزية)
- Laia Marull على موقع قاعدة بيانات الأفلام السويدية (السويدية)
- Laia Marull على موقع قاعدة بيانات الفيلم (الإنجليزية)
- Laia Marull على موقع كينوبويسك (الروسية)